# Championnat de Yougoslavie de football
Le championnat de Yougoslavie de football, aussi appelé Prva Liga (en serbe : Prva savezna liga u fudbalu ; en croate : Prva savezna liga u nogometu), est une compétition de football constituant la plus haute division du football yougoslave. Organisé par la Fédération de Yougoslavie de football (FSJ), le championnat est actif de 1923 à 1992 et s'est disputé sous les régimes du royaume de Yougoslavie (1918-1941) et de la république fédérative socialiste de Yougoslavie (1945-1992).
Durant son existence, la compétition a principalement été dominée par les clubs de la Serbie, les deux équipes les plus titrées du championnat étant à ce titre les clubs belgradois de l'Étoile rouge de Belgrade et du Partizan qui l'ont emporté à dix-neuf et onze reprises respectivement. L'autre territoire qui se démarque au palmarès est la Croatie avec l'Hajduk Split et le Dinamo Zagreb qui remportent plus d'une dizaine de titres à eux deux.
À sa disparition, le championnat yougoslave est directement remplacé par le championnat de la RF Yougoslavie, qui devient ensuite le championnat de la Serbie-et-Monténégro en 2003 puis le championnat de Serbie de football à partir de 2006.

## Royaume de Yougoslavie (1923-1940)

### Palmarès
| Saison    | Clubs                | Champion                 | Vice-champion        | Meilleur(s) buteur(s)                            |
| --------- | -------------------- | ------------------------ | -------------------- | ------------------------------------------------ |
| 1923      | 6                    | Gradjanski Zagreb        | SAŠK Sarajevo        | Dragan Jovanović (Jugoslavija Belgrade, 4 buts)  |
| 1924      | 7                    | Jugoslavija Belgrade     | Hajduk Split         | Dragan Jovanović (Jugoslavija Belgrade, 6 buts)  |
| 1925      | 7                    | Jugoslavija Belgrade (2) | Gradjanski Zagreb    | Dragan Jovanović (Jugoslavija Belgrade, 4 buts)  |
| 1926      | 7                    | Gradjanski Zagreb (2)    | Jugoslavija Belgrade | Dušan Petković (Jugoslavija Belgrade, 4 buts)    |
| 1927      | 6                    | Hajduk Split             | BSK Belgrade         | Kuzman Sotirović (BSK Belgrade, 6 buts)          |
| 1928      | 6                    | Gradjanski Zagreb (3)    | Hajduk Split         | Ljubo Benčić (Hajduk Split, 8 buts)              |
| 1929      | 5                    | Hajduk Split (2)         | BSK Belgrade         | Đorđe Vujadinović (BSK Belgrade, 10 buts)        |
| 1930      | 6                    | Concordia Zagreb         | Jugoslavija Belgrade | Blagoje Marjanović (BSK Belgrade, 10 buts)       |
| 1930-1931 | 6                    | BSK Belgrade             | Concordia Zagreb     | Đorđe Vujadinović (BSK Belgrade, 12 buts)        |
| 1931-1932 | 8                    | Concordia Zagreb (2)     | Hajduk Split         | Svetislav Valjarević (Concordia Zagreb, 10 buts) |
| 1932-1933 | 11                   | BSK Belgrade (2)         | Hajduk Split         | Vladimir Kragić (Hajduk Split, 21 buts)          |
| 1933-1934 | Championnat non-joué | Championnat non-joué     | Championnat non-joué | Championnat non-joué                             |
| 1934-1935 | 10                   | BSK Belgrade (3)         | Jugoslavija Belgrade | Leo Lemešić (Hajduk Split, 18 buts)              |
| 1935-1936 | 14                   | BSK Belgrade (4)         | Slavija Sarajevo     | Blagoje Marjanović (BSK Belgrade, 5 buts)        |
| 1936-1937 | 10                   | Gradjanski Zagreb (4)    | Hajduk Split         | Blagoje Marjanović (BSK Belgrade, 21 buts)       |
| 1937-1938 | 10                   | HAŠK Zagreb              | BSK Belgrade         | August Lešnik (Građanski Zagreb, 17 buts)        |
| 1938-1939 | 12                   | BSK Belgrade (5)         | Gradjanski Zagreb    | August Lešnik (Građanski Zagreb, 22 buts)        |
| 1939-1940 | 6                    | Gradjanski Zagreb (5)    | BSK Belgrade         | Svetislav Glišović (BSK Belgrade, 10 buts)       |

### Bilan par club
| Club                 | Titre(s) | Vice-champion | Édition(s) remportée(s)                               |
| -------------------- | -------- | ------------- | ----------------------------------------------------- |
| BSK Belgrade         | 5        | 4             | 1930-1931, 1932-1933, 1934-1935, 1935-1936, 1938-1939 |
| Građanski Zagreb     | 5        | 2             | 1923, 1926, 1928, 1936-1937, 1939-1940                |
| Hajduk Split         | 2        | 5             | 1927, 1929                                            |
| Jugoslavija Belgrade | 2        | 3             | 1924, 1925                                            |
| Concordia Zagreb     | 2        | 1             | 1930, 1931-1932                                       |
| HAŠK Zagreb          | 1        | 0             | 1937-1938                                             |
| Slavija Sarajevo     | 0        | 1             | -                                                     |
| SAŠK Sarajevo        | 0        | 1             | -                                                     |

## RFS de Yougoslavie (1945-1992)

### Palmarès
| Saison    | Clubs | Champion                      | Vice-champion            | Meilleur(s) buteur(s) |
| --------- | ----- | ----------------------------- | ------------------------ | --- |
| 1945      | 8     | RS de Serbie                  | Armée yougoslave         | Stjepan Bobek (Armée yougoslave, 8 buts)                                                                                           |
| 1946-1947 | 14    | Partizan Belgrade             | Dinamo Zagreb            | Franjo Wölfl (Dinamo Zagreb, 28 buts)                                                                                              |
| 1947-1948 | 10    | Dinamo Zagreb                 | Hajduk Split             | Franjo Wölfl (Dinamo Zagreb, 22 buts)                                                                                              |
| 1948-1949 | 10    | Partizan Belgrade (2)         | Étoile rouge de Belgrade | Frane Matošić (Hajduk Split, 17 buts)                                                                                              |
| 1950      | 10    | Hajduk Split                  | Étoile rouge de Belgrade | Marko Valok (Partizan Belgrade, 17 buts)                                                                                           |
| 1951      | 12    | Étoile rouge de Belgrade      | Dinamo Zagreb            | Kosta Tomašević (Étoile rouge de Belgrade, 16 buts)                                                                                |
| 1952      | 12    | Hajduk Split (2)              | Étoile rouge de Belgrade | Stanoje Jocić (BSK Belgrade, 13 buts)                                                                                              |
| 1952-1953 | 12    | Étoile rouge de Belgrade (2)  | Hajduk Split             | Todor Živanović (Étoile rouge de Belgrade, 17 buts)                                                                                |
| 1953-1954 | 14    | Dinamo Zagreb (2)             | Partizan Belgrade        | Stjepan Bobek (Partizan Belgrade, 21 buts)                                                                                         |
| 1954-1955 | 14    | Hajduk Split (3)              | BSK Belgrade             | Predrag Marković (sr) (BSK Belgrade, 20 buts) Kosta Tomašević (Spartak Subotica, 20 buts) Bernard Vukas (Hajduk Split, 20 buts)    |
| 1955-1956 | 14    | Étoile rouge de Belgrade (3)  | Partizan Belgrade        | Muhamed Mujić (Velež Mostar, 21 buts) Tihomir Ognjanov (Spartak Subotica, 21 buts) Todor Veselinović (Vojvodina Novi Sad, 21 buts) |
| 1956-1957 | 14    | Étoile rouge de Belgrade (4)  | Vojvodina Novi Sad       | Todor Veselinović (Vojvodina Novi Sad, 28 buts)                                                                                    |
| 1957-1958 | 14    | Dinamo Zagreb (3)             | Partizan Belgrade        | Todor Veselinović (Vojvodina Novi Sad, 19 buts)                                                                                    |
| 1958-1959 | 12    | Étoile rouge de Belgrade (5)  | Partizan Belgrade        | Bora Kostić (Étoile rouge de Belgrade, 25 buts)                                                                                    |
| 1959-1960 | 12    | Étoile rouge de Belgrade (6)  | Dinamo Zagreb            | Bora Kostić (Étoile rouge de Belgrade, 19 buts)                                                                                    |
| 1960-1961 | 12    | Partizan Belgrade (3)         | Étoile rouge de Belgrade | Zoran Prljinčević (en) (Radnički Belgrade, 16 buts) Todor Veselinović (Vojvodina Novi Sad, 16 buts)                                |
| 1961-1962 | 12    | Partizan Belgrade (4)         | Vojvodina Novi Sad       | Dražan Jerković (Dinamo Zagreb, 16 buts)                                                                                           |
| 1962-1963 | 14    | Partizan Belgrade (5)         | Dinamo Zagreb            | Mišo Smajlović (Željezničar Sarajevo, 18 buts)                                                                                     |
| 1963-1964 | 14    | Étoile rouge de Belgrade (7)  | OFK Belgrade             | Asim Ferhatović (FK Sarajevo, 19 buts)                                                                                             |
| 1964-1965 | 15    | Partizan Belgrade (6)         | FK Sarajevo              | Zlatko Dračić (NK Zagreb, 23 buts)                                                                                                 |
| 1965-1966 | 16    | Vojvodina Novi Sad            | Dinamo Zagreb            | Petar Nadoveza (Hajduk Split, 21 buts)                                                                                             |
| 1966-1967 | 16    | FK Sarajevo                   | Dinamo Zagreb            | Mustafa Hasanagić (Partizan Belgrade, 18 buts)                                                                                     |
| 1967-1968 | 16    | Étoile rouge de Belgrade (8)  | Partizan Belgrade        | Slobodan Santrač (OFK Belgrade, 22 buts)                                                                                           |
| 1968-1969 | 18    | Étoile rouge de Belgrade (9)  | Dinamo Zagreb            | Vojin Lazarević (Étoile rouge de Belgrade, 22 buts)                                                                                |
| 1969-1970 | 18    | Étoile rouge de Belgrade (10) | Partizan Belgrade        | Slobodan Santrač (OFK Belgrade, 20 buts) Dušan Bajević (Velež Mostar, 20 buts)                                                     |
| 1970-1971 | 18    | Hajduk Split (4)              | Željezničar Sarajevo     | Petar Nadoveza (Hajduk Split, 20 buts) Božo Janković (Željezničar Sarajevo, 20 buts)                                               |
| 1971-1972 | 18    | Željezničar Sarajevo          | Étoile rouge de Belgrade | Slobodan Santrač (OFK Belgrade, 33 buts)                                                                                           |
| 1972-1973 | 18    | Étoile rouge de Belgrade (11) | FK Velež Mostar          | Slobodan Santrač (OFK Belgrade, 25 buts) Vojin Lazarević (Étoile rouge de Belgrade, 25 buts)                                       |
| 1973-1974 | 18    | Hajduk Split (5)              | Velež Mostar             | Danilo Popivoda (Olimpija Ljubljana, 17 buts)                                                                                      |
| 1974-1975 | 18    | Hajduk Split (6)              | Vojvodina Novi Sad       | Dušan Savić (Étoile rouge de Belgrade, 20 buts) Boško Đorđević (en) (Partizan Belgrade, 20 buts)                                   |
| 1975-1976 | 18    | Partizan Belgrade (7)         | Hajduk Split             | Nenad Bjeković (Partizan Belgrade, 24 buts)                                                                                        |
| 1976-1977 | 18    | Étoile rouge de Belgrade (12) | Dinamo Zagreb            | Zoran Filipović (Étoile rouge de Belgrade, 21 buts)                                                                                |
| 1977-1978 | 18    | Partizan Belgrade (8)         | Étoile rouge de Belgrade | Radomir Savić (FK Sarajevo, 21 buts)                                                                                               |
| 1978-1979 | 18    | Hajduk Split (7)              | Dinamo Zagreb            | Dušan Savić (Étoile rouge de Belgrade, 24 buts)                                                                                    |
| 1979-1980 | 18    | Étoile rouge de Belgrade (13) | FK Sarajevo              | Safet Sušić (FK Sarajevo, 17 buts) Dragoljub Kostić (en) (Napredak Kruševac, 17 buts)                                              |
| 1980-1981 | 18    | Étoile rouge de Belgrade (14) | Hajduk Split             | Milan Radović (HNK Rijeka, 26 buts)                                                                                                |
| 1981-1982 | 18    | Dinamo Zagreb (4)             | Étoile rouge de Belgrade | Snježan Cerin (Dinamo Zagreb, 19 buts)                                                                                             |
| 1982-1983 | 18    | Partizan Belgrade (9)         | Hajduk Split             | Sulejman Halilović (Dinamo Vinkovci, 18 buts)                                                                                      |
| 1983-1984 | 18    | Étoile rouge de Belgrade (15) | Partizan Belgrade        | Darko Pančev (Vardar Skopje, 19 buts)                                                                                              |
| 1984-1985 | 18    | FK Sarajevo (2)               | Hajduk Split             | Zlatko Vujović (Hajduk Split, 25 buts)                                                                                             |
| 1985-1986 | 18    | Partizan Belgrade (10)        | Étoile rouge de Belgrade | Davor Čop (Dinamo Vinkovci, 20 buts)                                                                                               |
| 1986-1987 | 18    | Partizan Belgrade (11)        | FK Velež Mostar          | Radmilo Mihajlović (Željezničar Sarajevo, 23 buts)                                                                                 |
| 1987-1988 | 18    | Étoile rouge de Belgrade (16) | Partizan Belgrade        | Duško Milinković (Rad Belgrade, 16 buts)                                                                                           |
| 1988-1989 | 18    | Vojvodina Novi Sad (2)        | Étoile rouge de Belgrade | Davor Šuker (NK Osijek, 18 buts)                                                                                                   |
| 1989-1990 | 18    | Étoile rouge de Belgrade (17) | Dinamo Zagreb            | Darko Pančev (Étoile rouge de Belgrade, 25 buts)                                                                                   |
| 1990-1991 | 19    | Étoile rouge de Belgrade (18) | Dinamo Zagreb            | Darko Pančev (Étoile rouge de Belgrade, 34 buts)                                                                                   |
| 1991-1992 | 18    | Étoile rouge de Belgrade (19) | Partizan Belgrade        | Darko Pančev (Étoile rouge de Belgrade, 25 buts)                                                                                   |

1. ↑  Durant le mois de septembre 1945, les autorités yougoslaves organisent un tournoi d'une semaine opposant huit équipes représentant les six républiques constitutives (Bosnie-Herzégovine, Croatie, Macédoine, Monténégro et Serbie) ainsi que la région autonome de Voïvodine et l'armée populaire yougoslave.

### Bilan

#### Par club
| Club                     | Titre(s) | Vice-champion | Édition(s) remportée(s) |
| ------------------------ | -------- | ------------- | --- |
| Étoile rouge de Belgrade | 19       | 9             | 1951, 1952-1953, 1955-1956, 1956-1957, 1958-1959, 1959-1960, 1963-1964, 1967-1968, 1968-1969, 1969-1970, 1972-1973, 1976-1977, 1979-1980, 1980-1981, 1983-1984, 1987-1988, 1989-1990, 1990-1991, 1991-1992 |
| Partizan Belgrade        | 11       | 9             | 1946-1947, 1948-1949, 1960-1961, 1961-1962, 1962-1963, 1964-1965, 1975-1976, 1977-1978, 1982-1983, 1985-1986, 1986-1987                                                                                    |
| Hajduk Split             | 7        | 6             | 1950, 1952, 1954-1955, 1970-1971, 1973-1974, 1974-1975, 1978-1979 |
| Dinamo Zagreb            | 4        | 11            | 1947-1948, 1953-1954, 1957-1958, 1981-1982 |
| Vojvodina Novi Sad       | 2        | 3             | 1965-1966, 1988-1989 |
| FK Sarajevo              | 2        | 2             | 1966-1967, 1984-1985 |
| Željezničar Sarajevo     | 1        | 1             | 1971-1972 |
| Velež Mostar             | 0        | 3             | - |
| OFK Belgrade             | 0        | 2             | - |

#### Par république
| République                                  | Titre(s) | Club(s) titré(s)                                                            |
| ------------------------------------------- | -------- | --------------------------------------------------------------------------- |
| République socialiste de Serbie             | 32       | Étoile rouge de Belgrade (19) Partizan Belgrade (11) Vojvodina Novi Sad (2) |
| République socialiste de Croatie            | 11       | Hajduk Split (7) Dinamo Zagreb (4)                                          |
| République socialiste de Bosnie-Herzégovine | 3        | FK Sarajevo (2) Željezničar Sarajevo (1)                                    |

## Succession du championnat

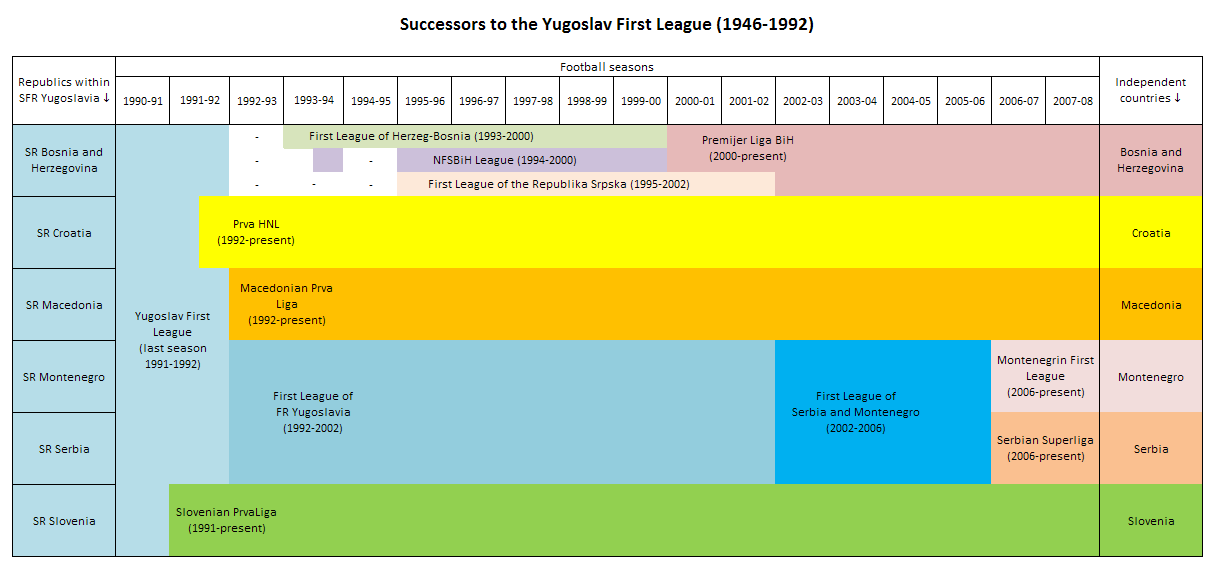
Chronologie des successeurs du championnat yougoslave.

Au fil de leurs indépendances respectives, les anciennes républiques yougoslaves ont progressivement organisés leurs propres championnats :
- Slovénie (1991)
- Croatie (1992)
- Macédoine du Nord (1992)
- Bosnie-Herzégovine (1994)
- Monténégro (2006)
- Kosovo (2016)

Le championnat de la République fédérale de Yougoslavie, mis en place dès 1992, est considéré par l'UEFA comme le successeur officiel du championnat yougoslave. Celui-ci devient en 2003 le championnat de la Serbie-et-Monténégro jusqu'à la dissolution du pays en 2006. C'est par la suite le championnat serbe qui lui succède.